# Agriogomphus
Agriogomphus is een geslacht van libellen (Odonata) uit de familie van de rombouten (Gomphidae).

## Soorten
Agriogomphus omvat 4 soorten:
- Agriogomphus ericae (Belle, 1966)
- Agriogomphus jessei (Williamson, 1918)
- Agriogomphus sylvicola Selys, 1869
- Agriogomphus tumens (Calvert, 1905)